# نهائي دوري أبطال آسيا 2011
نهائي دوري أبطال آسيا 2011 كانت مباراة في لعبة كرة قدم جرت يوم السبت، 5 نوفمبر 2011. وهو النهائي رقم 30 من دوري أبطال آسيا. حقق إثر نتيجتها فريق نادي السد القطري لقب بطل دوري أبطال آسيا لموسم 2011. وسيشارك في الدور ربع النهائي من كأس العالم لأندية كرة القدم 2011 كممثل عن الاتحاد الآسيوي لكرة القدم.

## الطريق إلى النهائي
| رئيسي                  | نقاط | فرق | عليه | له | خ | ت | ف | لعب |
| ---------------------- | ---- | --- | ---- | -- | - | - | - | --- |
| جيونبوك هيونداي موتورز | 15   | 12+ | 2    | 14 | 1 | 0 | 5 | 6   |
| سيريزو أوساكا          | 12   | 7+  | 4    | 11 | 2 | 0 | 4 | 6   |
| شاندونغ لونينغ         | 7    | 1+  | 8    | 9  | 3 | 1 | 2 | 6   |
| أريما                  | 1    | 22− | 22   | 2  | 5 | 1 | 0 | 6   |

| فريق     | نقاط | فرق | عليه | له | خ | ت | ف | لعب |
| -------- | ---- | --- | ---- | -- | - | - | - | --- |
| السد     | 10   | 2+  | 6    | 8  | 0 | 4 | 2 | 6   |
| النصر    | 8    | 3+  | 7    | 10 | 2 | 2 | 2 | 6   |
| استقلال  | 8    | 1+  | 10   | 11 | 2 | 2 | 2 | 6   |
| باختاكور | 5    | 6−  | 14   | 8  | 3 | 2 | 1 | 6   |

## تفاصيل المباراة
| جونبك هيونداي                                         | 2–2 (ب.و.إ.) | السد                                         |
| ----------------------------------------------------- | ------------ | -------------------------------------------- |
| اينينهو 17' · سيونغ هيون لي 90+2'                     | تقرير        | وو يون سيم 30' (هدف عكسي) · كيتا 61'         |
| ركلات الترجيح                                         |              |                                              |
| اينينهو · كيم دونغ تشان · بارك وون جاي · كيم سانغ سيك | 2–4          | نيانغ · الهيدوس · لي جونغ سوو · ماجد · بلحاج |

## وصلات خارجية
- صفحة دوري أبطال آسيا الرسمية